# Pedro Gomes Nogueira da Gama

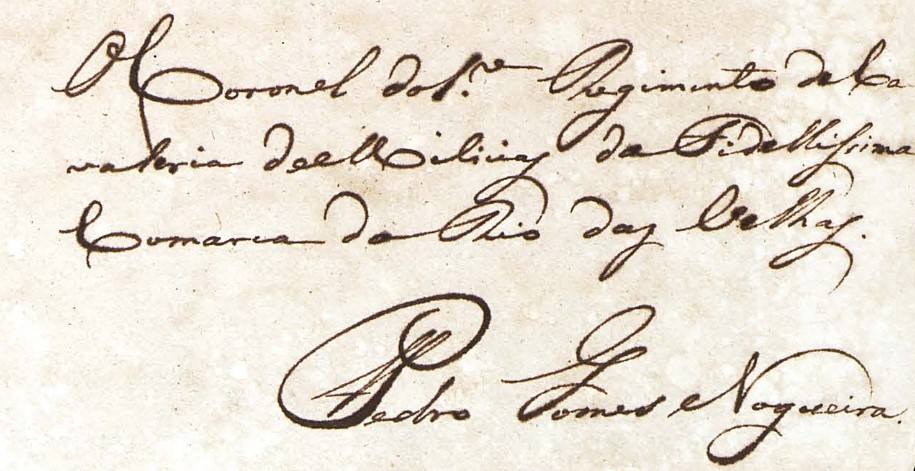
Assinatura de Pedro Gomes Nogueira em documento da Assembleia Geral Constituinte e Legislativa do Império do Brasil (1823)

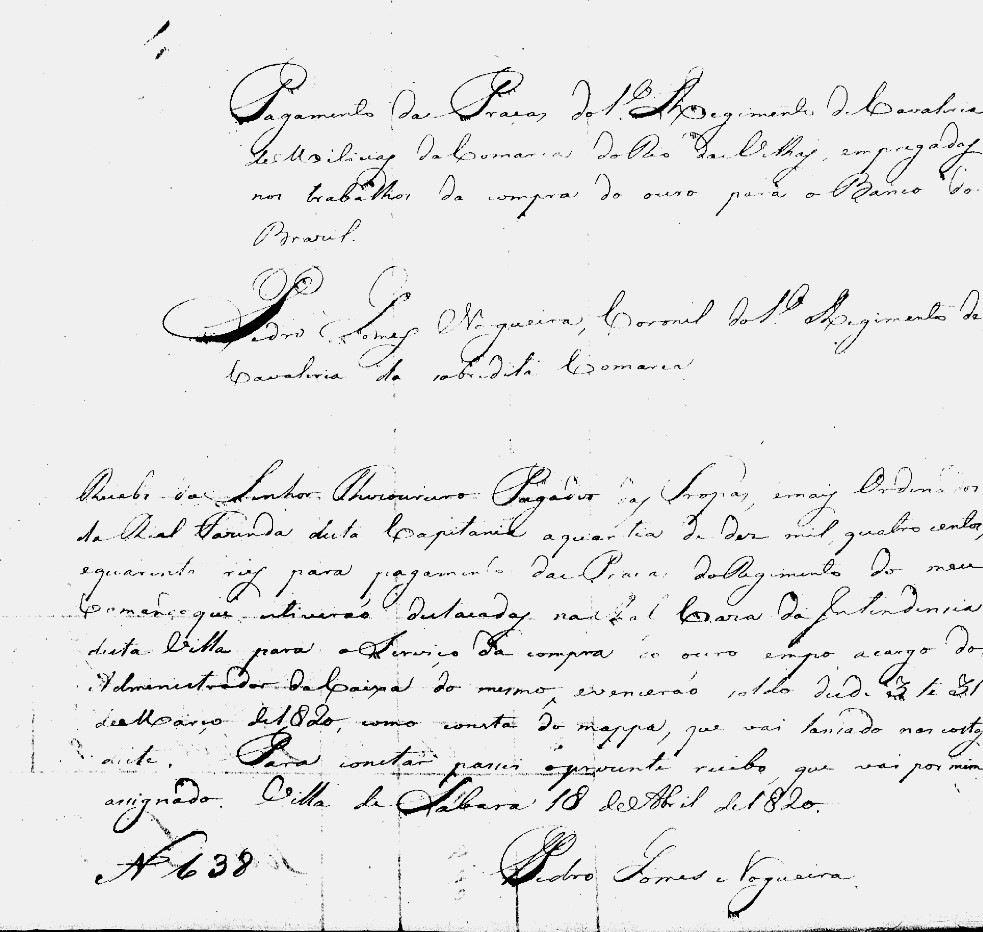
Recibo de pagamento de Pedro Gomes Nogueira ao tesoureiro da Real Fazenda referente à quantia recebida para o pagamento das praças do Regimento de Cavalaria da comarca do Rio das Velhas, destacadas na Real Casa de Fundição. (1820)

Pedro Gomes Nogueira da Gama (Aprox. 1782 Rio de Janeiro, Rio de Janeiro, Brasil – 1858, Minas Gerais, Brasil)  foi um fazendeiro, político e militar brasileiro.

## Genealogia
Era filho de Hilário Gomes Nogueira e de Maria Josefa do Nascimento. Seus avós maternos eram o português João Gomes de Lemos e a baependiana Joana Nogueira do Prado, filha de Maria Leme do Prado e do sertanista Tomé Rodrigues Nogueira do Ó. Era pai de Ana Flavia Nogueira da Gama, casada com o Dr. Anastacio Sinfronio de Abreu, além de Maria Josefa Nogueira e outros três filhos, Hilario Barbosa Gomes Nogueira, Antonio Barbosa Gomes Nogueira e Francisco de Paula Gomes Nogueira. 

## Biografia
Foi batizado em Nossa Senhora da Candelária, Rio de Janeiro, Brasil. 
Casou-se com D. Feliciana Roza Barboza da Silva, filha do Coronel Antônio Barbosa da Silva, seu cunhado português e importante nome de Sabará, Minas Gerais. 
Estudou a língua francesa, filosofia, retórica, geografia e história. Transferiu-se para Sabará, Minas Gerais, como integrante do 9° regimento de cavalaria de milícias, quando tinha 29 anos. Era Coronel do 1o Regimento de Cavallaria da Commarca da Villa de Sabará. Foi Redator do periódico O Vigilante. 
No princípio da década de 1830, Pedro liderou a Sociedade Pacificadora e Filantrópica Defensora da Liberdade e Constituição, em Sabará, junto do também líder, o padre mestre Mariano de Souza  Silvino, criador da Santa Casa de Misericórdia de Sabará.

### Apoio para a Independência do Brasil
Em março de 1822 Vila Rica optou não obedecer mais ao príncipe. Dom Pedro, decidido a acabar com as revoltas insurgentes, viaja a Minas. Em 09 de abril de 1822, chega às mãos de Dom Pedro I, já em Minas Gerais, um ofício de manifestação de apoio da Câmara de Sabará, assinado por Pedro, que seguiu liderando o seu regimento de milícias da Comarca do Rio das Velhas, até a presença do imperador. Com a manifestação sabarense, somada ao apoio do Bispo e da Câmara de Mariana, feita dias antes, terminavam por isolar as autoridades de Vila Rica, favorecendo a independência.
Fez maciço discurso em defesa do Imperador D. Pedro I no contexto da Independência do Brasil 12 de Outubro de 1822, logo antes de sair com suas tropas em defesa da Bahia. 

## Carreira política
Era membro do Partido Liberal.  Foi presidente da Câmara Municipal de Sabará, deputado provincial por Minas Gerais e nomeado presidente da província de Goiás, cujo emprego não aceitou.  
O nome de Pedro Gomes Nogueira aparece no jornal O Conciliador de 20 de janeiro de 1851, na seção que tratava da "Victoria do partido constitucional na cidade de Ouro preto" e das lutas eleitorais travadas na antiga capital, ocorridas no dia 12 de janeiro daquele ano. Em eleição paroquial para Senador. Pedro Gomes teve 45 votos.  atrás de Dr. Elias Pinto de Carvalho com 46, Coronel José Ricardo Vaz com 46, Dr. José Marciano Gomes Baptista com 47, Dr Silverio Algusto de Araujo Vianna com 49 e Coronel Antonio Vaz da Silva com 50 votos. 

## Empreendimentos
O casarão conhecido por Melo Viana, na Rua Professor Francisco Lopes de Azeredo (antiga Rua da Ponte Pequena), no centro histórico de Santa Luzia, Minas Gerais, foi construído a mando do Coronel Pedro Gomes Nogueira. 